# Chaptelat
Chaptelat est une commune française située dans le département de la Haute-Vienne, en région Nouvelle-Aquitaine.
Ses habitants s'appellent les Catalacois et les Catalacoises.

## Géographie
C'est une commune de la banlieue nord de Limoges, sur laquelle l'Aurence prend sa source.

### Communes limitrophes
Les communes limitrophes sont Bonnac-la-Côte, Couzeix, Limoges, Nieul et Saint-Jouvent.
| Saint-Jouvent | Bonnac-la-Côte |         |
| Nieul         | Chaptelat      | Limoges |
|               | Couzeix        |         |

### Climat
Pour des articles plus généraux, voir Climat de la Nouvelle-Aquitaine et Climat de la Haute-Vienne.
Historiquement, la commune est exposée à un climat océanique limousin.  
En 2020, Météo-France publie une typologie des climats de la France métropolitaine dans laquelle la commune est exposée à un climat océanique altéré et est dans la région climatique  Ouest et nord-ouest du Massif Central, caractérisée par une pluviométrie annuelle de 900 à 1 500 mm, maximale en automne et en hiver.
Pour la période 1971-2000, la température annuelle moyenne est de 11,1 °C, avec une amplitude thermique annuelle de 14,8 °C. Le cumul annuel moyen de précipitations est de 1 044 mm, avec 13,6 jours de précipitations en janvier et 7,8 jours en juillet. Pour la période 1991-2020, la température moyenne annuelle observée sur la station météorologique la plus proche, située sur la commune de Limoges à 6,58 km à vol d'oiseau, est de 11,8 °C et le cumul annuel moyen de précipitations est de 1 018,0 mm,. Pour l'avenir, les paramètres climatiques de la commune estimés pour 2050 selon différents scénarios d’émission de gaz à effet de serre sont consultables sur un site dédié publié par Météo-France en novembre 2022.

## Urbanisme

### Typologie
Au 1er janvier 2024, Chaptelat est catégorisée commune rurale à habitat dispersé, selon la nouvelle grille communale de densité à sept niveaux définie par l'Insee en 2022.
Elle appartient à l'unité urbaine de Limoges, une agglomération intra-départementale regroupant dix  communes, dont elle est une commune de la banlieue,,. Par ailleurs la commune fait partie de l'aire d'attraction de Limoges, dont elle est une commune de la couronne,. Cette aire, qui regroupe 127 communes, est catégorisée dans les aires de 200 000 à moins de 700 000 habitants,.

### Occupation des sols
L'occupation des sols de la commune, telle qu'elle ressort de la base de données européenne d’occupation biophysique des sols Corine Land Cover (CLC), est marquée par l'importance des territoires agricoles (72,3 % en 2018), en diminution par rapport à 1990 (76,2 %). La répartition détaillée en 2018 est la suivante : 
zones agricoles hétérogènes (36,6 %), prairies (35,3 %), forêts (17,5 %), zones urbanisées (7,1 %), milieux à végétation arbustive et/ou herbacée (3,1 %), terres arables (0,4 %). L'évolution de l’occupation des sols de la commune et de ses infrastructures peut être observée sur les différentes représentations cartographiques du territoire : la carte de Cassini (XVIIIe siècle), la carte d'état-major (1820-1866) et les cartes ou photos aériennes de l'IGN pour la période actuelle (1950 à aujourd'hui).

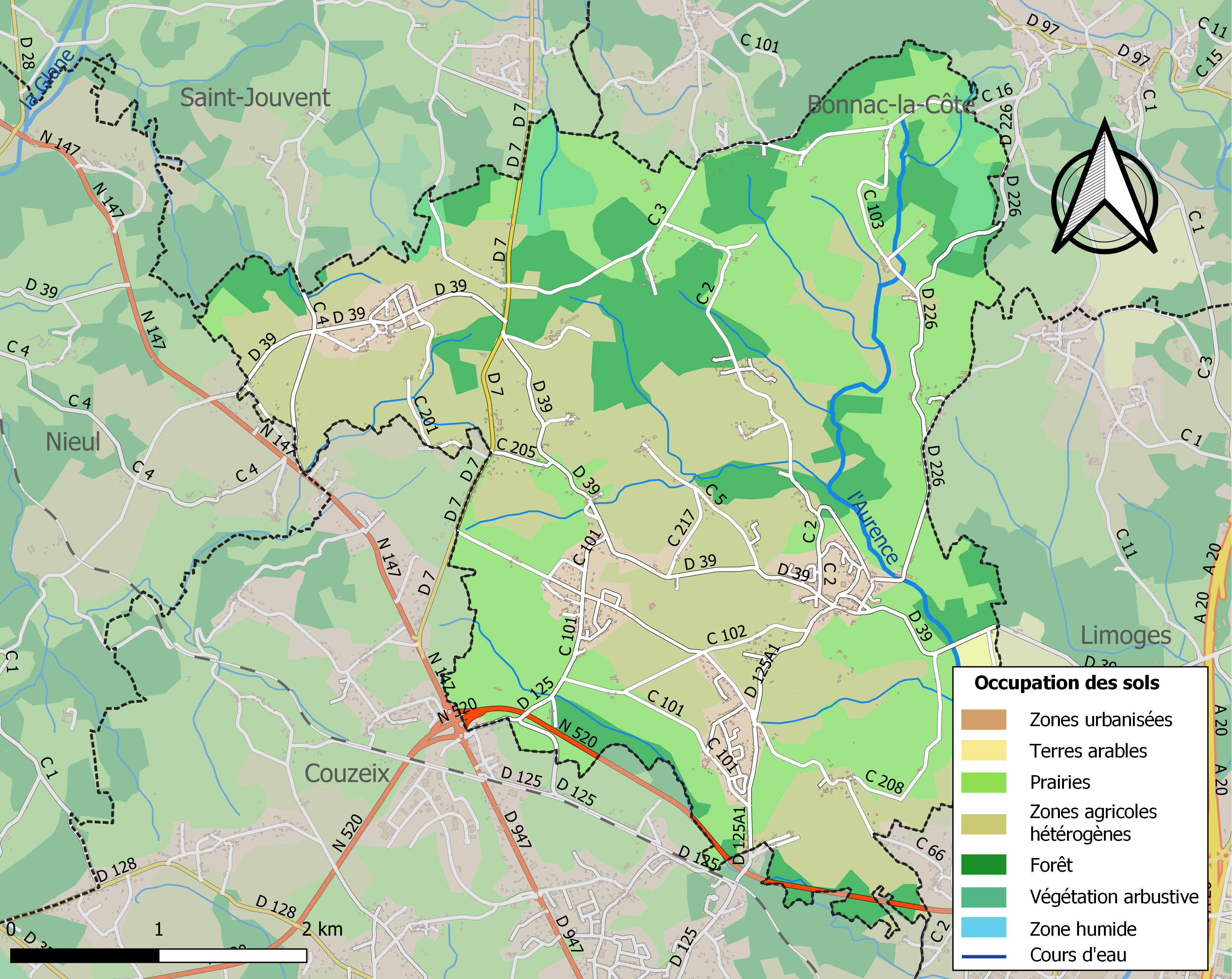
Carte des infrastructures et de l'occupation des sols de la commune en 2018 (CLC).

### Risques majeurs
Le territoire de la commune de Chaptelat est vulnérable à différents aléas naturels : météorologiques (tempête, orage, neige, grand froid, canicule ou sécheresse) et séisme (sismicité faible). Il est également exposé à un risque technologique, le transport de matières dangereuses, et à un risque particulier : le risque de radon. Un site publié par le BRGM permet d'évaluer simplement et rapidement les risques d'un bien localisé soit par son adresse soit par le numéro de sa parcelle.

#### Risques naturels

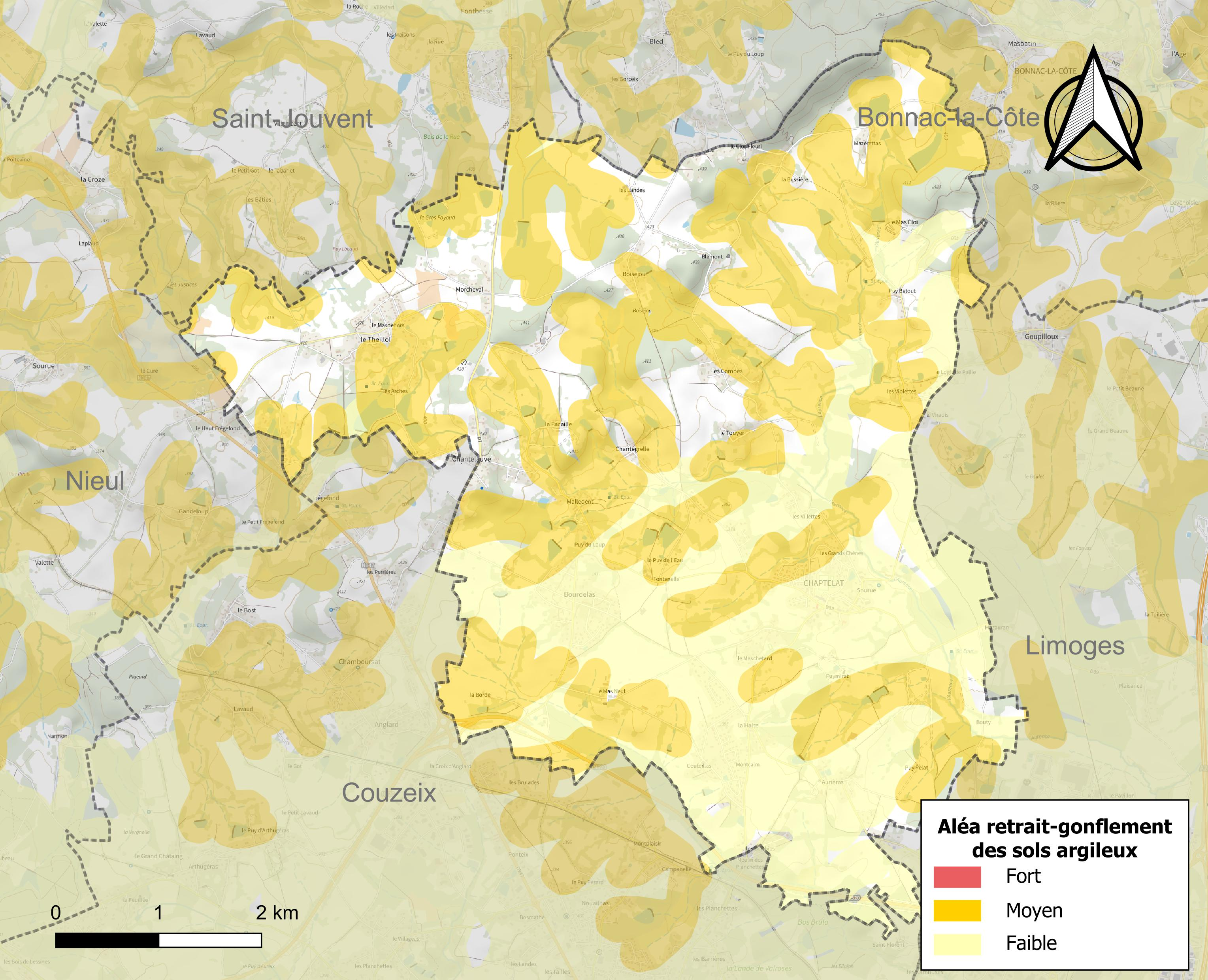
Carte des zones d'aléa retrait-gonflement des sols argileux de Chaptelat.

Le retrait-gonflement des sols argileux est susceptible d'engendrer des dommages importants aux bâtiments en cas d’alternance de périodes de sécheresse et de pluie. 47,7 % de la superficie communale est en aléa moyen ou fort (27 % au niveau départemental et 48,5 % au niveau national métropolitain). Depuis le 1er octobre 2020, en application de la loi ÉLAN, différentes contraintes s'imposent aux vendeurs, maîtres d'ouvrages ou constructeurs de biens situés dans une zone classée en aléa moyen ou fort,.
La commune a été reconnue en état de catastrophe naturelle au titre des dommages causés par les inondations et coulées de boue survenues en 1982 et 1999 et par des mouvements de terrain en 1999.

#### Risque particulier
Dans plusieurs parties du territoire national, le radon, accumulé dans certains logements ou autres locaux, peut constituer une source significative d’exposition de la population aux rayonnements ionisants. Selon la classification de 2018, la commune de Chaptelat est classée en zone 3, à savoir zone à potentiel radon significatif.

## Toponymie
De l'anthrotoponyme Captalaco, nom de lieu de langue gauloise caractérisé par le suffixe de lieu "-aco".
Le nom en dialecte limousin est Chaptalac (graphie classique) ou Chatalat (graphie mistralienne).

## Histoire
Elle est connue comme le berceau de saint Éloi. À Chaptelat, tout parle de saint Éloi. Il y naquit en 588. Il fut orfèvre et ministre de Dagobert. Il fonda l’abbaye de Solignac avant de devenir évêque de Noyon. Il mourut en 660. Il est toujours vénéré dans de nombreuses villes d’Europe et jusqu’au Canada et en Afrique. Saint patron des métiers du métal, il est fêté le 1er décembre par les orpailleurs, les orfèvres, les émailleurs, les maréchaux-ferrants, les mécaniciens, les numismates et par bien d’autres encore. Il est plus particulièrement honoré à Chaptelat, tous les sept ans, à l’occasion de l’ostension de ses reliques. Les dernières ont eu lieu le 7 juin 2009, les précédentes ayant été célébrées le premier mai 2002.
Le 10 juin 1944, une unité de la Das Reich,autre  que celle du massacre d'Oradour-sur-Glane, pilla et incendia le château de Morcheval.

## Héraldique
|  | Les armes de la commune se blasonnent ainsi : Parti : au 1) d’azur au fer à cheval d’or ajourée du champ soutenu d’un besant aussi d’or, au 2) d’or à la crosse contournée d’azur ; le tout sommé d’un chef d’argent chargé de quatre mouchetures d’hermine de sable et d’une filière de gueules. |

## Politique et administration

### Liste des maires
| Période                                  | Période              | Identité        | Étiquette    | Qualité                                                                              |
| ---------------------------------------- | -------------------- | --------------- | ------------ | ------------------------------------------------------------------------------------ |
| mars 2014                                | En cours             | Julie Lenfant   | PS           | Intervenante Sociale et culturelle 1ère femme élue maire à Chaptelat.                |
| juin 1995                                | mars 2014            | Stéphane Cambou | PS           | Agent SNCF Conseiller régional du Limousin (2004 → 2015)                             |
| mars 1971                                | juin 1995            | Robert Aymard   |              |                                                                                      |
| janvier 1969                             | mars 1971            | Georges Rodier  |              |                                                                                      |
| octobre 1947                             | janvier 1969 (décès) | André Foussat   | SFIO puis PS | Cultivateur - député de 1945 à 1956 Suppléant du député Louis Longequeue (1958-1967) |
| 1945                                     | 1947                 | Henry Chabrelie |              |                                                                                      |
| 1935                                     | 1945                 | François Paris  |              |                                                                                      |
| 1925                                     | 1935                 | Lemasson        |              |                                                                                      |
| 1919                                     | 1925                 | Texier          |              |                                                                                      |
| 1900                                     | 1919                 | François Mondy  |              |                                                                                      |
| Les données manquantes sont à compléter. |                      |                 |              |                                                                                      |

## Démographie
L'évolution du nombre d'habitants est connue à travers les recensements de la population effectués dans la commune depuis 1793. Pour les communes de moins de 10 000 habitants, une enquête de recensement portant sur toute la population est réalisée tous les cinq ans, les populations de référence des années intermédiaires étant quant à elles estimées par interpolation ou extrapolation. Pour la commune, le premier recensement exhaustif entrant dans le cadre du nouveau dispositif a été réalisé en 2005.

En 2022, la commune comptait 2 096 habitants, en évolution de −0,43 % par rapport à 2016 (Haute-Vienne : −0,68 %, France hors Mayotte : +2,11 %).
| 1793 | 1800 | 1806 | 1821 | 1831 | 1836 | 1841 | 1846 | 1851 |
| ---- | ---- | ---- | ---- | ---- | ---- | ---- | ---- | ---- |
| 462  | 470  | 469  | 553  | 535  | 532  | 563  | 558  | 555  |

| 1856 | 1861 | 1866 | 1872 | 1876 | 1881 | 1886 | 1891  | 1896 |
| ---- | ---- | ---- | ---- | ---- | ---- | ---- | ----- | ---- |
| 545  | 805  | 559  | 623  | 617  | 815  | 875  | 1 003 | 931  |

| 1901  | 1906 | 1911 | 1921 | 1926 | 1931 | 1936 | 1946 | 1954 |
| ----- | ---- | ---- | ---- | ---- | ---- | ---- | ---- | ---- |
| 1 035 | 727  | 694  | 647  | 607  | 629  | 653  | 656  | 651  |

| 1962 | 1968 | 1975 | 1982 | 1990  | 1999  | 2005  | 2006  | 2010  |
| ---- | ---- | ---- | ---- | ----- | ----- | ----- | ----- | ----- |
| 636  | 564  | 612  | 943  | 1 288 | 1 465 | 1 556 | 1 558 | 1 817 |

| 2015  | 2020  | 2022  | - | - | - | - | - | - |
| ----- | ----- | ----- | - | - | - | - | - | - |
| 2 086 | 2 093 | 2 096 | - | - | - | - | - | - |

## Culture locale et patrimoine

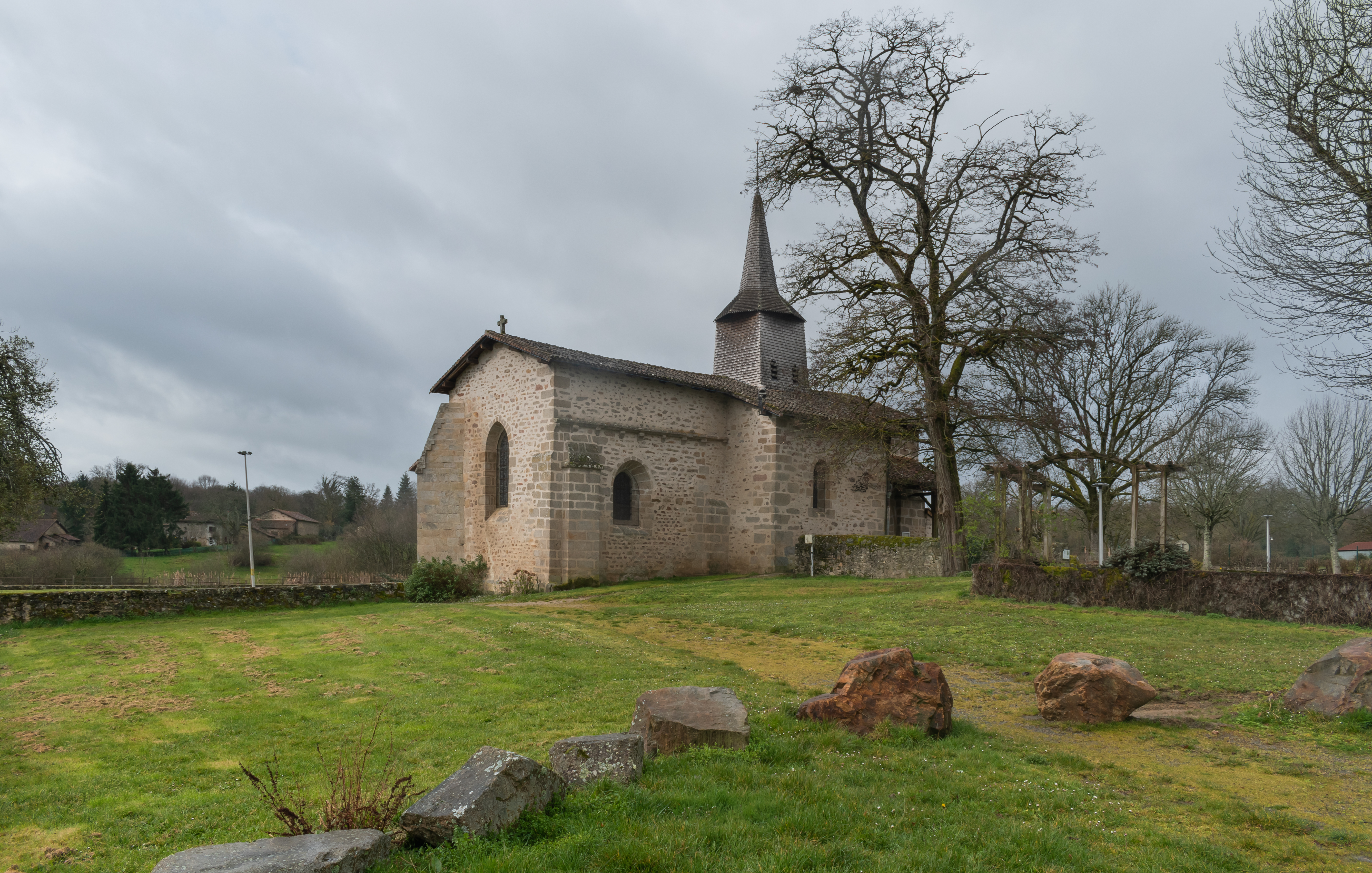
Église Saint-Eloi

### Lieux et monuments
- L'église Saint-Éloi de Chaptelat[28] du  XIIe siècle, remaniée au XVe siècle serait, selon la légende, construite à l’emplacement de la maison natale de saint Éloi.
- La fontaine Saint-Eloi[29] dans le parc du château de Sourue (propriété privée).
- L'ancienne école normale qui forma des centaines d'instituteurs, à l'initiative de l'abbé Rousseau, curé de la paroisse, de 1846 à 1886.
- Le site de Mazérétas (point de vue 484 m).- Les aurières antiques.- La rivière aurifère l'Aurence.
- Un ferme école construite en 1808 et qui a servi aussi d'orphelinat et de prison[30].

### Personnalités liées à la commune
- Saint Éloi, natif de la paroisse de Chaptelat. Il fut orfèvre puis maître émailleur.
- Louis Mazeron, homme politique français né le 9 octobre 1847 à Auzances (Creuse) et décédé le 7 septembre 1910 à Chaptelat.
- Marcel, André dit André Foussat est né le 29 août 1911 à Chaptelat ; prisonnier de guerre en Allemagne, il s'évade en 1942 grâce à une petite boussole qu'il aurait fabriquée.

Résistant pendant la guerre, il est responsable cantonal des MUR (avec Jean Moulin) et propagandiste clandestin de la confédération générale agricole.
Après la Libération, il devient maire de Chaptelat - réélu en 1947 et en 1953 - et conseiller général de Nieul, mandat qui lui sera renouvelé en 1951 et en 1958. Il décède le 13 janvier 1969 à Chaptelat.

## Pour approfondir